# Dianthus tianschanicus
Dianthus tianschanicus är en nejlikväxtart som beskrevs av Boris Konstantinovich Schischkin. Dianthus tianschanicus ingår i släktet nejlikor, och familjen nejlikväxter. Inga underarter finns listade i Catalogue of Life.